# تاسکر هووارد بلیز
تاسکر هووارد بلیز (انگلیسی: Tasker H. Bliss; ۳۱ دسامبر ۱۸۵۳ – ۹ نوامبر ۱۹۳۰) فرد نظامی اهل ایالات متحده آمریکا بود. وی همچنین برندهٔ جوایزی همچون نشان خدمات برجسته (ارتش آمریکا) و لژیون دونور (صلیب بزرگ) شده‌است.